# Farez
Farez of Fares was een persoon die voorkomt in de Hebreeuwse Bijbel. In oudere vertalingen wordt hij meestal Peres genoemd. Hij was de zoon van Juda, en de kleinzoon van Jakob. In het Evangelie volgens Matteüs (1:3) staat Farez vermeld als een van de voorouders van Jezus Christus. Hij was de vader van Chesron.